# Luizi
Koordinaten: 10° 10′ 0″ S, 28° 0′ 0″ O

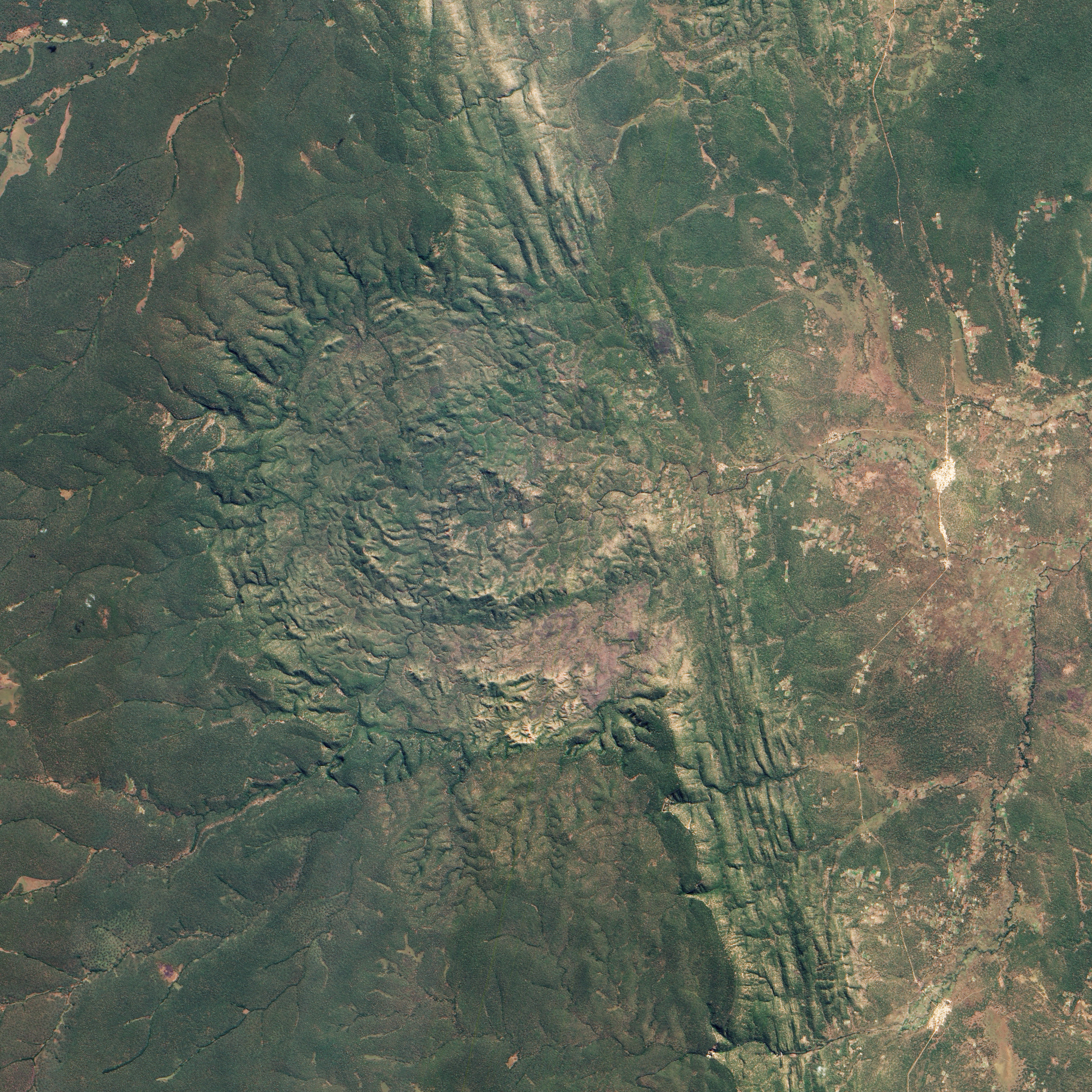
Luizi Einschlagkrater in der Demokratischen Republik Kongo

Luizi ist ein Einschlagkrater, der sich auf dem Kundelungu-Plateau in der Provinz Haut-Katanga der Demokratischen Republik Kongo befindet. Der Krater hat einen Durchmesser von etwa 17 Kilometern, sein Alter wird auf ungefähr 573 Millionen Jahre geschätzt. Auf Satellitenaufnahmen ist er sichtbar.